# 羊蹄山

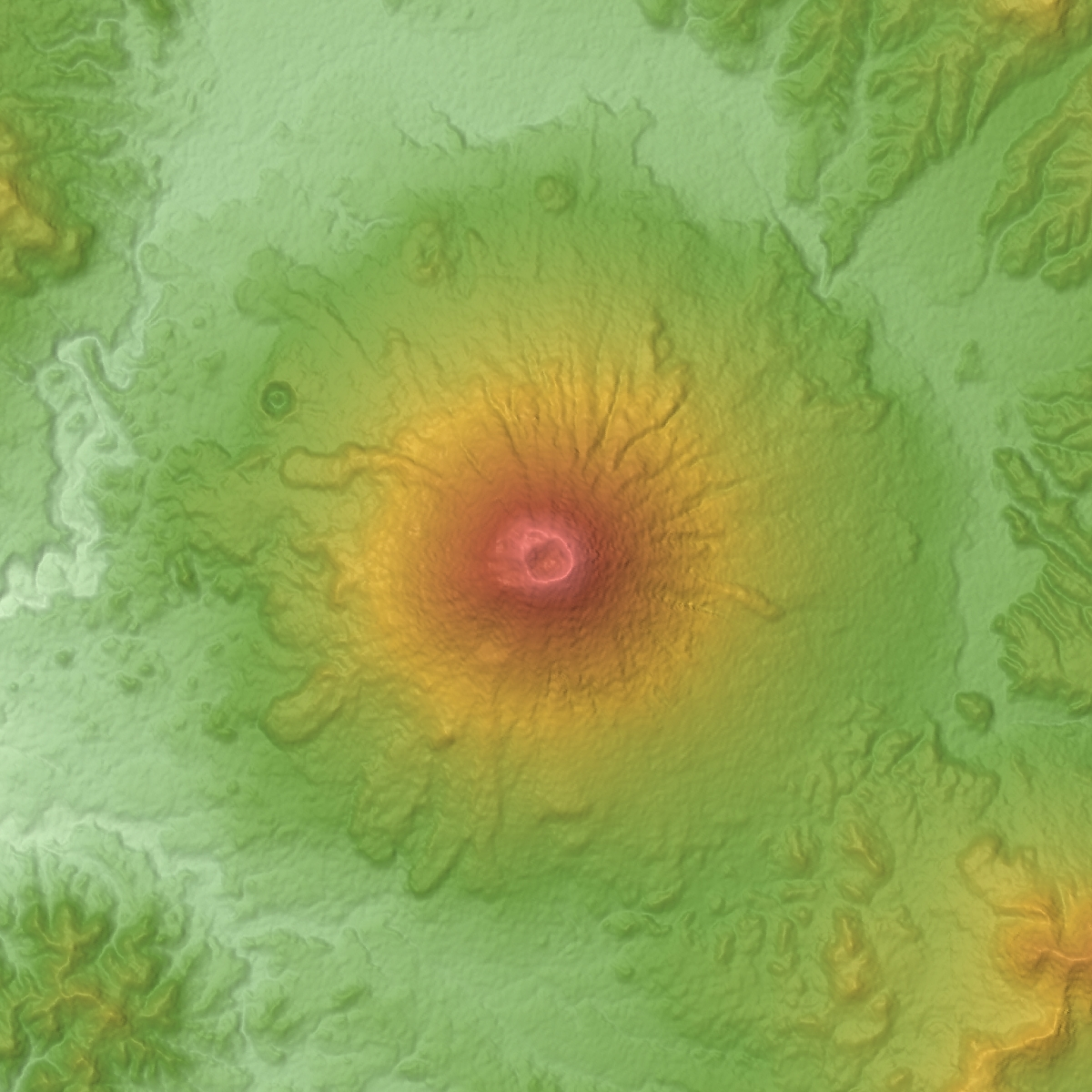
羊蹄山の地形図

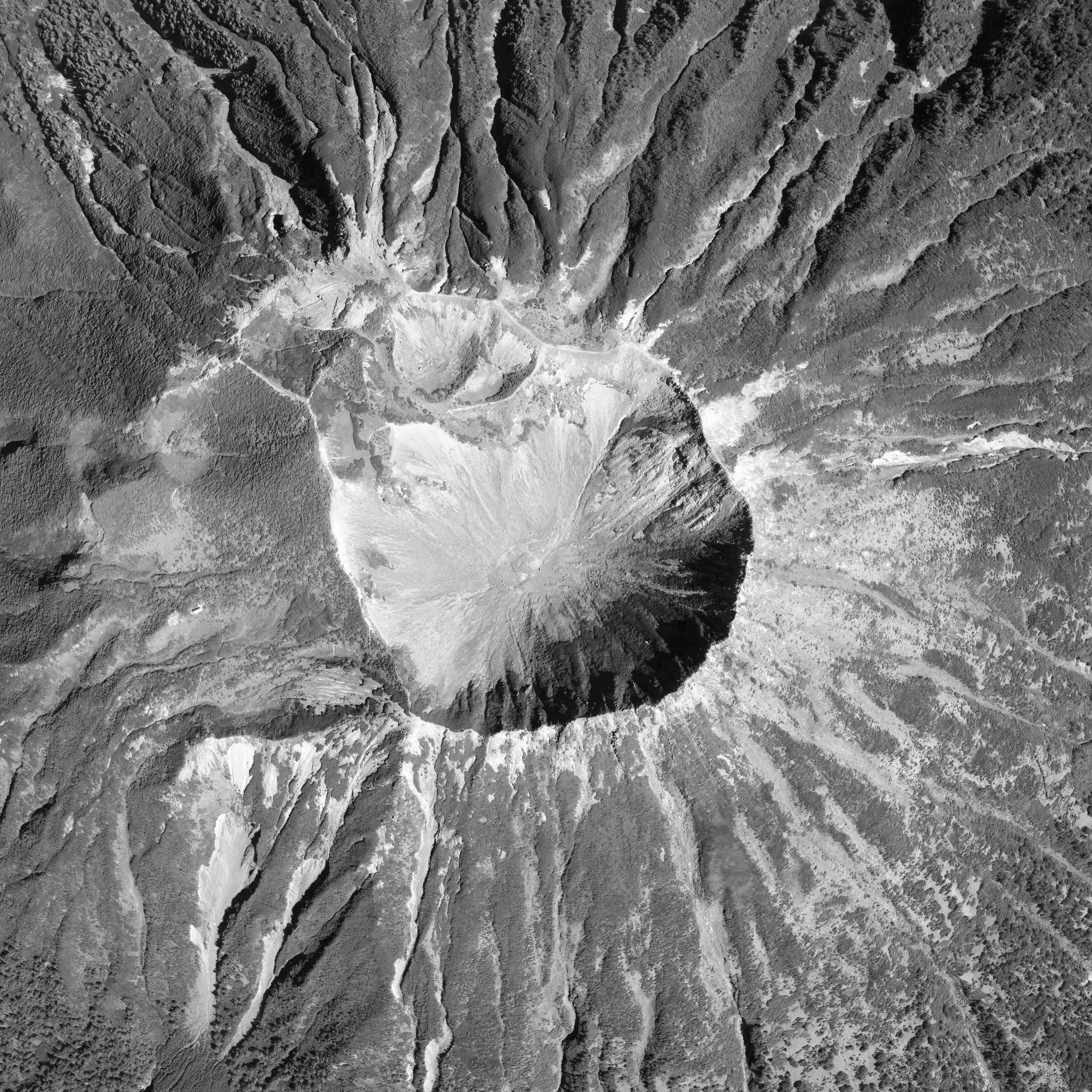
羊蹄山の火口。

羊蹄山（ようていざん）は、北海道後志地方南部（胆振国北西部）にある、標高1,898メートルの成層火山。別名を蝦夷富士（えぞふじ）ともいい、西南北海道では一番の高さの山である。
羊蹄山には真狩岳（まっかりだけ）の名もあり、1897年（明治30年）に設置された一等三角点の正式名称も「真狩岳」となっている。また古来、後方羊蹄山（しりべしやま）とも呼ばれ、この名で深田久弥による日本百名山に掲載されている。

## 概要
羊蹄山は円錐形の成層火山で、2003年（平成15年）に気象庁により活火山に指定された。山頂には直径700メートル、深さ200メートルの火口（父釜）があり、西北西斜面にも側火口（母釜、子釜）を持つ。山頂は喜茂別町にある。火口底中央の一点が喜茂別町・京極町・倶知安町・真狩村・ニセコ町の境をなしている。一等三角点（点名「真狩岳」）が1,892.7メートル、母釜外輪の三等三角点（点名「雲泉」、通称「北山」）が1,843.7メートルである。
日本国内に24座あるウルトラ・プロミネント峰のひとつである。
支笏洞爺国立公園に属し、山麓まで全域が保護地域となっており、特に6合目以上と登山道の倶知安コースは特別保護地区に指定されている。
山腹にはキタキツネ、エゾクロテン、エゾリス、エゾシマリス、エゾモモンガ、エゾユキウサギなどの哺乳類が生息しており、130種類以上の野鳥がいることも確認されている。
山頂付近には、高山植物であるコマクサも見られるが、本来の植生ではないため除去も行われている。

## 山名
アイヌ語では近傍の尻別岳をピンネシリ（男山）と呼んだのに対し、羊蹄山はマテネシリ（女山）と呼んでいた。また、羊蹄山の別名である真狩岳（まっかりだけ）の名は、アイヌ語のマク・カリ・ベツ（山の・後ろを回る・川）に由来する。
日本語名では古来から後方羊蹄山（しりべしやま）の名がある。『日本書紀』には蝦夷討伐に赴いた阿倍比羅夫が「後方羊蹄」に郡領（役所）を設置したとある（斉明天皇5年（659年）5月17日条）。この「後方羊蹄」が正確にどこを指すかは不明であるが、江戸時代に和人によって尻別川流域の地域名として「後方・羊蹄」を「しりべ・し」と呼ぶようになり、あるいは探検家である松浦武四郎が尻別川流域と考え、そこにあるひときわ目立つ大きな山を後方羊蹄山（しりべしやま）と名付けたとされる。なお、後方で「しりへ」と読み、植物のギシギシの漢名である羊蹄を和名で「し」と読む。
陸地測量部の1920年（大正9年）発行の5万分の1地形図「留寿都」では後方羊蹄山（蝦夷富士）と記載されていた。しかし、国土地理院の1969年（昭和44年）11月発行の5万分の1地形図「留寿都」で羊蹄山と改められた。難読であったことから地元の倶知安町が羊蹄山への変更を求めたものとされる。
ほぼ完全な円錐形であり、富士山によく似たその整った姿から、蝦夷富士（えぞふじ）とも称される。このほか後志富士とも呼ばれ、各地にある郷土富士の一つとなっている。

## 火山活動史

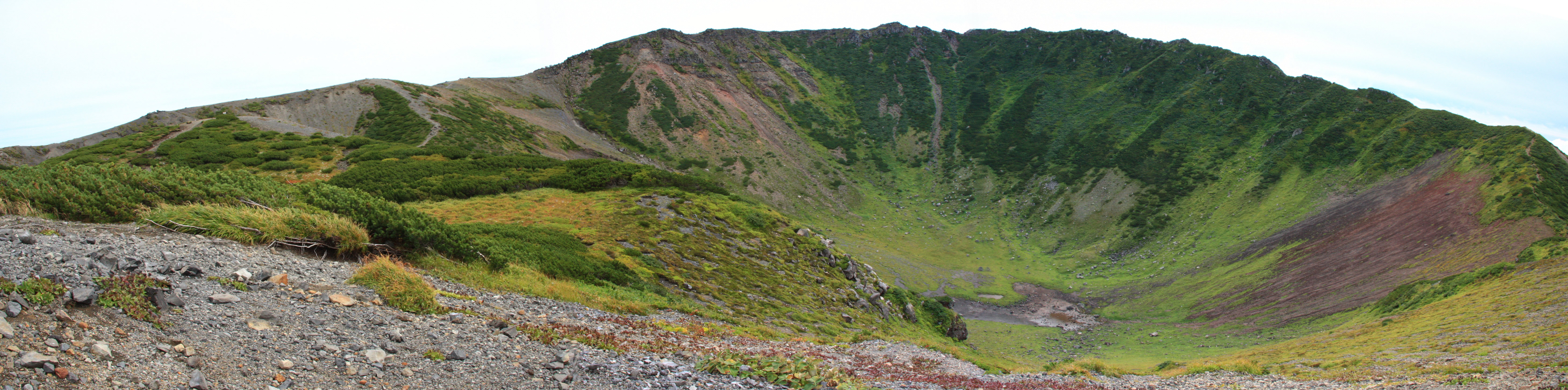
羊蹄山火口（父釜）

活動は大きく山体崩壊以前の古羊蹄火山、山体崩壊後の新羊蹄火山の2期に分けられる。どちらも主な岩石は安山岩・デイサイトとなっている。ただし、古羊蹄火山は比較的斑晶量が多く、角閃石や石英を含むのに対し、新羊蹄火山は比較的斑晶量が少なく、角閃石や石英を含まない。
約6 - 5万年前に古羊蹄火山が活動を開始し、小規模なプリニー式噴火を繰り返し、活発に軽石や火山灰、溶岩流、火砕流を噴出した。この活動によって、約4万年前までに標高1,700メートル程度の成層火山を形成した。古羊蹄火山は活動終了時、あるいは新羊蹄火山の活動開始時の約4 - 3.3万年前に山体崩壊を起こし、体積にして1.3立方キロメートルの土砂が山体西麓に流下したと推定されている。
古羊蹄火山の活動終了後、約7千年程度の休止期を挟み、約3.3万年前に新羊蹄火山が活動を開始した。新羊蹄火山では主にストロンボリ式噴火による活動が多くみられ、羊蹄第1軽石・スコリア層を噴出させる噴火など大きなプリニー式噴火も時折発生している。最近1万年間は山頂付近の火口が活動の中心となっており、約13,500年前の噴火以降に少なくとも6回の降下火山灰が確認されている。最新の噴火は約1,000年前に発生したものと推定されている。また、約4,000年前の噴火では俱知安町市街の一部まで溶岩流が到達した。

## 半月湖

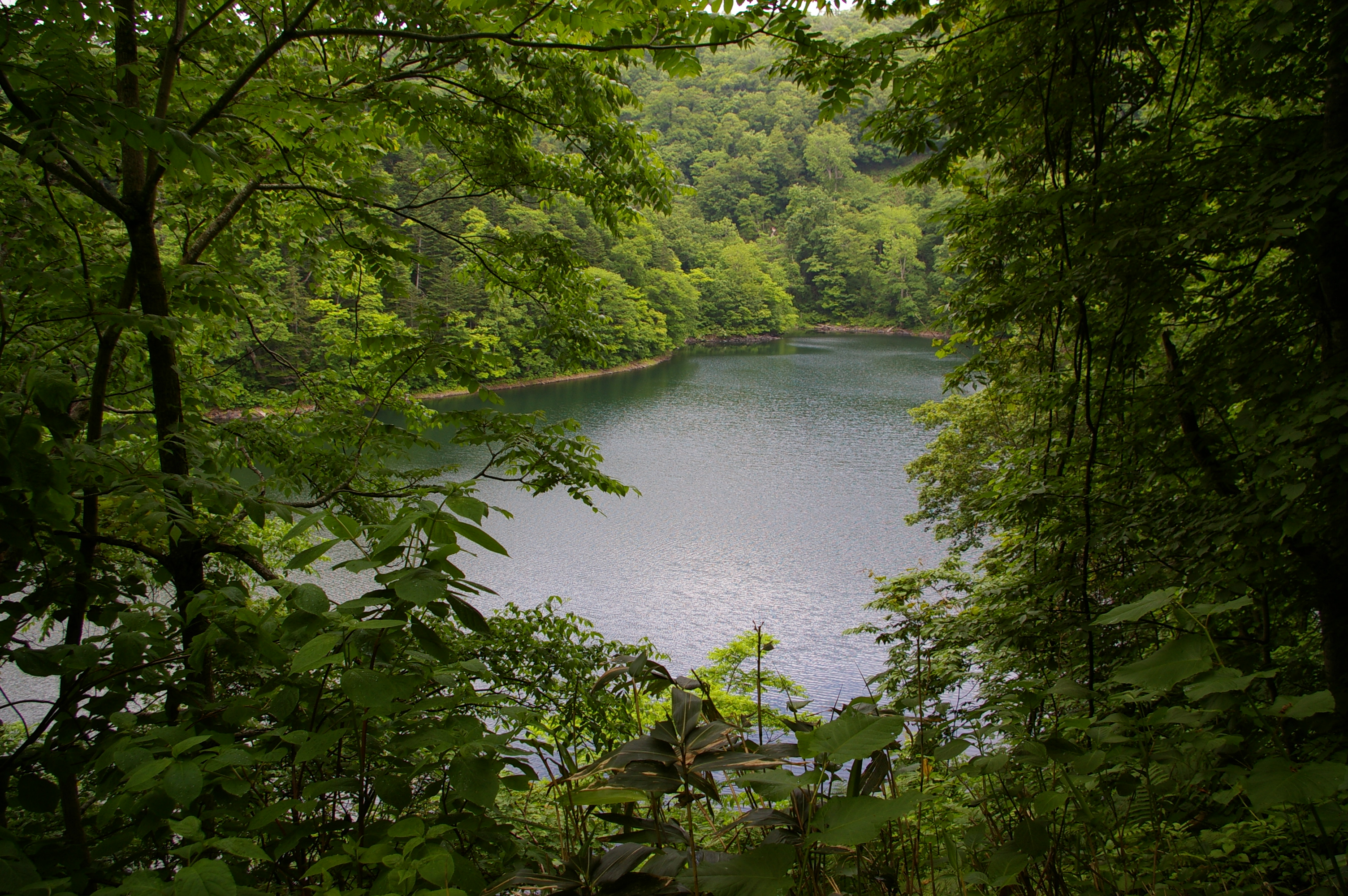
半月湖

北西の麓に火山活動で生じた火口湖。火口の中に火口径より小さい溶岩ドームが形成されたため半月形をしている。面積1.3平方キロメートルと小さめの湖で、周囲には原生林が密生している。半月湖の脇には倶知安町が設置した半月湖野営場、半月湖畔自然公園があり、公園には駐車場・公衆トイレがある。
半月湖周辺から登山道周辺の植物群落が「後方羊蹄山の高山植物帯」として国の天然記念物に指定されている。1921年（大正10年）3月3日指定。

## 登山コース
羊蹄山の登山道には、倶知安ひらふコース、真狩コース、喜茂別コース、京極コースの4種類がある。どのコースも登山には4時間から6時間程度がかかる。
- 倶知安ひらふコース - 北西側の羊蹄登山口から登る林間コース[15]。
- 真狩コース - 南側にある羊蹄山自然公園近くの真狩登山口から登るコース[15]。
- 喜茂別コース - 南西側の喜茂別登山口から登るコース[15]。
- 京極コース - 北西側にある京極温泉近くの京極登山口から登るコース[15]。

羊蹄山避難小屋（木造2階建て）が倶知安ひらふコース9合目と真狩コース9合目の間の連絡路にある。有料の避難小屋であり収容人数は通常時の宿泊利用で10人程度（緊急時40人）。ただし水や食料、ガス等の設備はない。毎年6月中旬から10月中旬には自然保護監視員と避難小屋管理人を兼務した職員が常駐している。羊蹄山避難小屋には北海道の山岳トイレとして初めてTSS（土壌処理）方式のバイオトイレが採用されている。
かつては冬季登山をする者は限られた存在であったが、2020年代にはバックカントリー愛好者に注目されるようになった。2023年、2024年にはスキーヤーが雪崩に巻き込まれ死亡する事故が発生している。

## 近隣の山
- ニセコアンヌプリ（1,308.2メートル）
- 尻別岳（1,107.4メートル）
- 喜茂別岳（1,177メートル）
- 無意根山（1,460メートル）
- 昆布岳（1,045.1メートル）

## 羊蹄山の風景

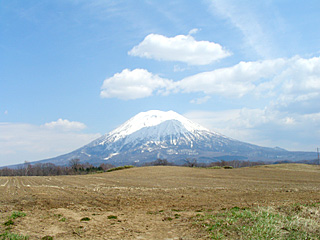
ニセコ町方面から望む羊蹄山
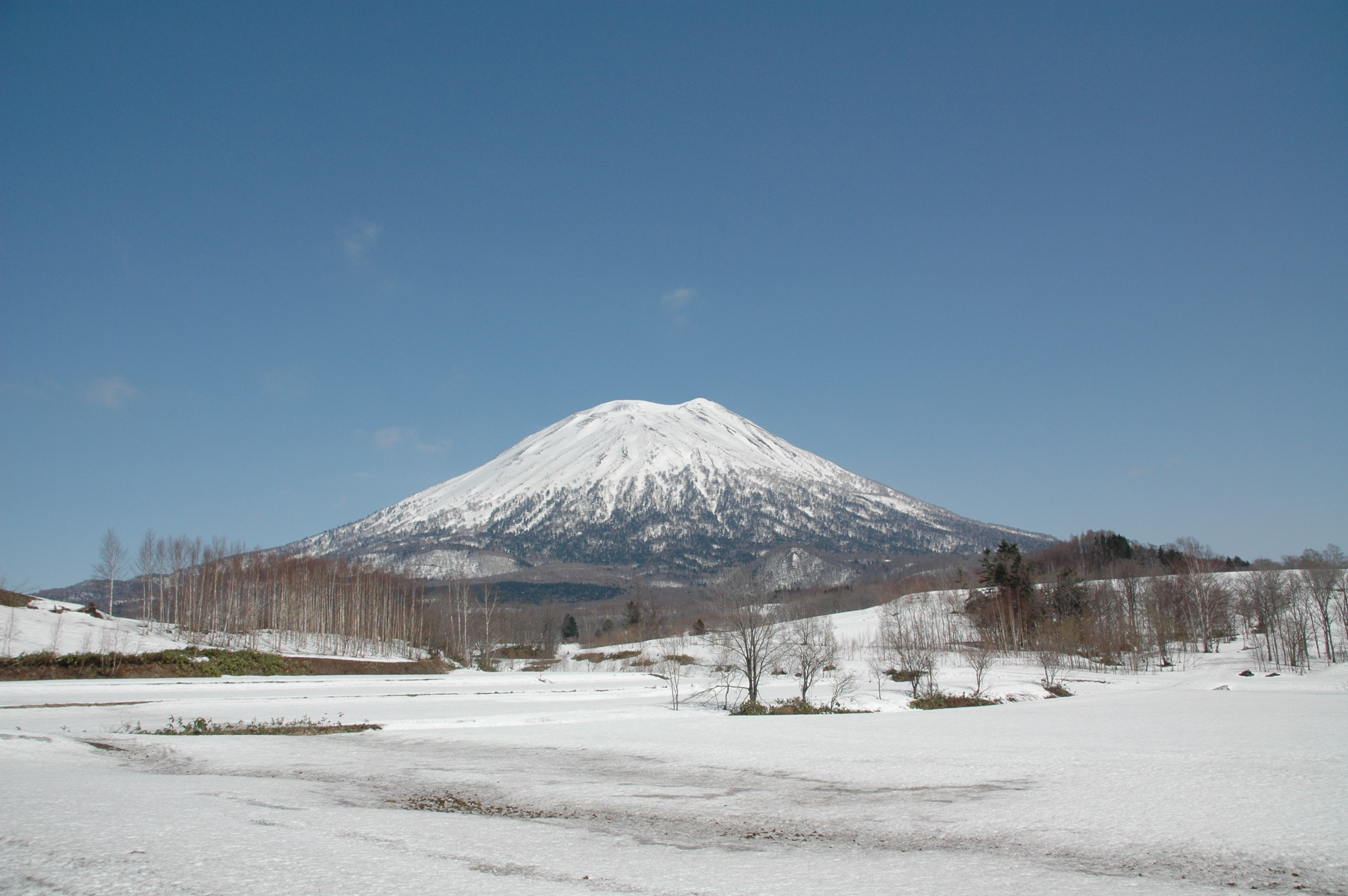
ニセコ町方面から望む羊蹄山
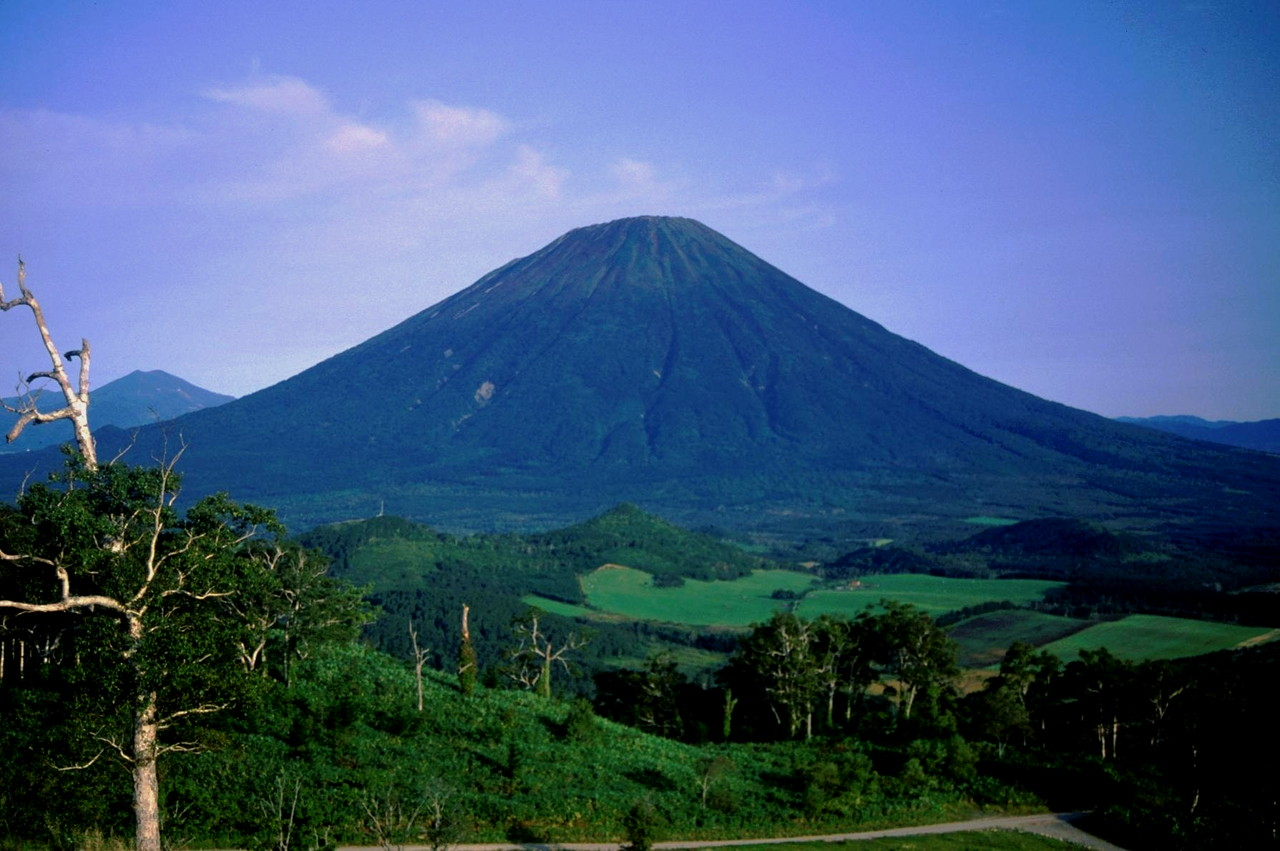
東の尻別岳から望む羊蹄山
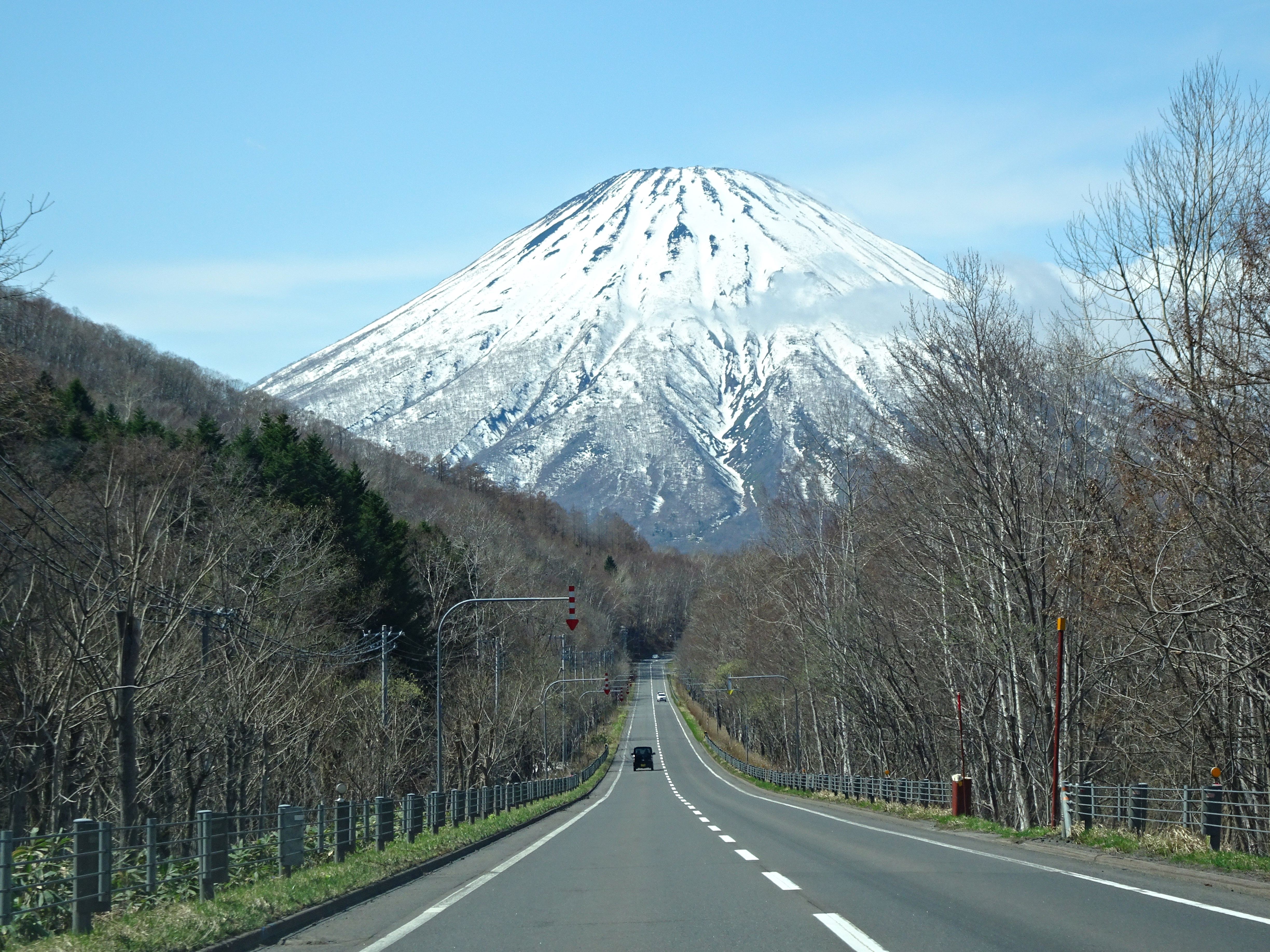
喜茂別町 (国道276号)から望む羊蹄山
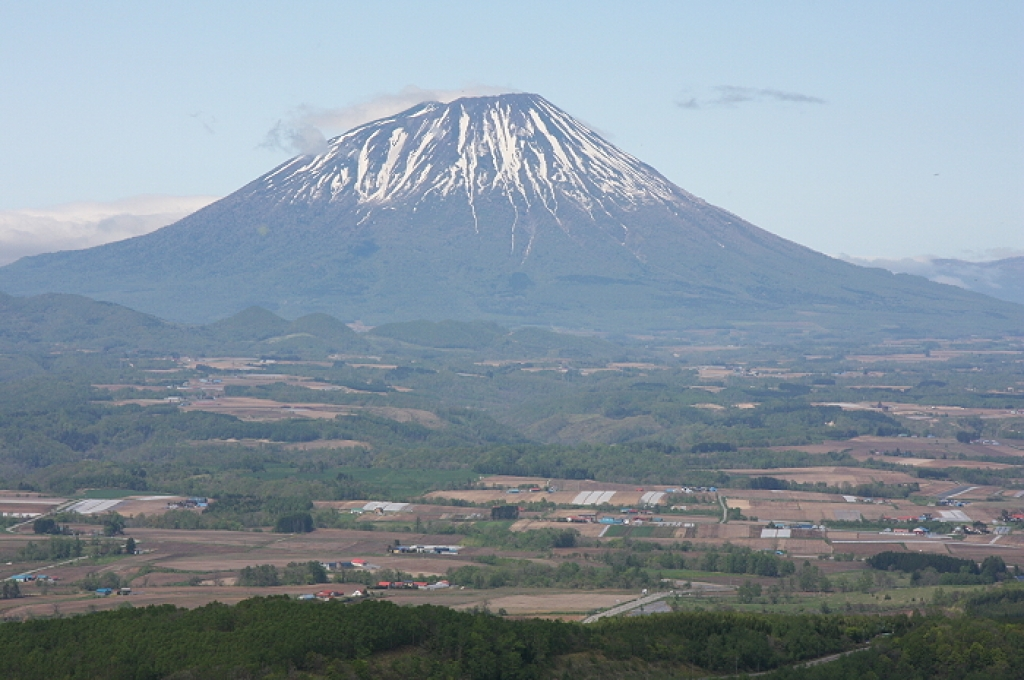
ポロモイ山から望む羊蹄山
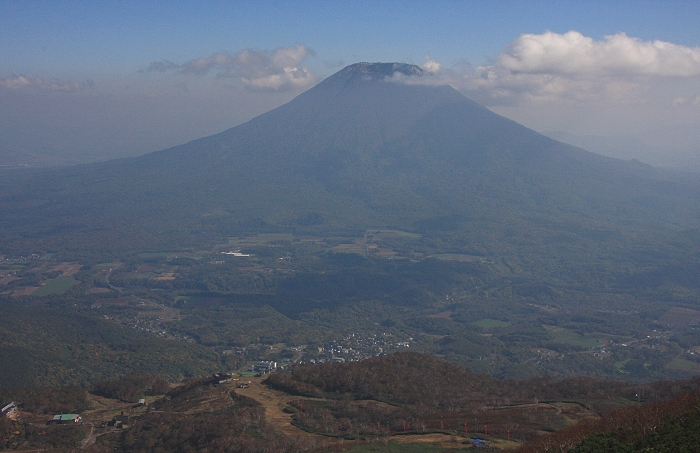
ニセコアンヌプリから望む羊蹄山
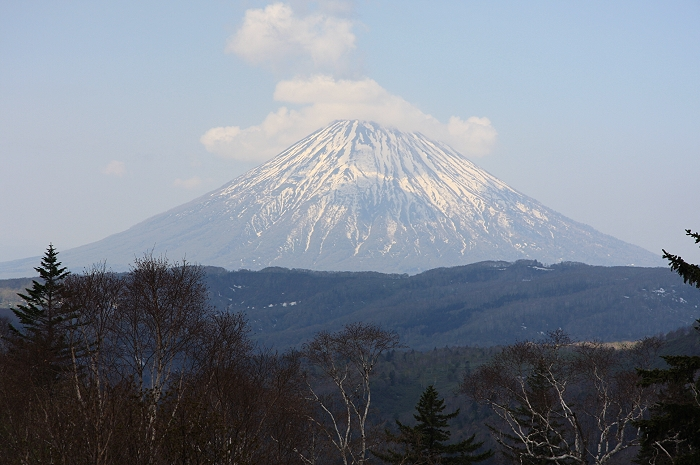
中山峠 (国道230号)から望む羊蹄山
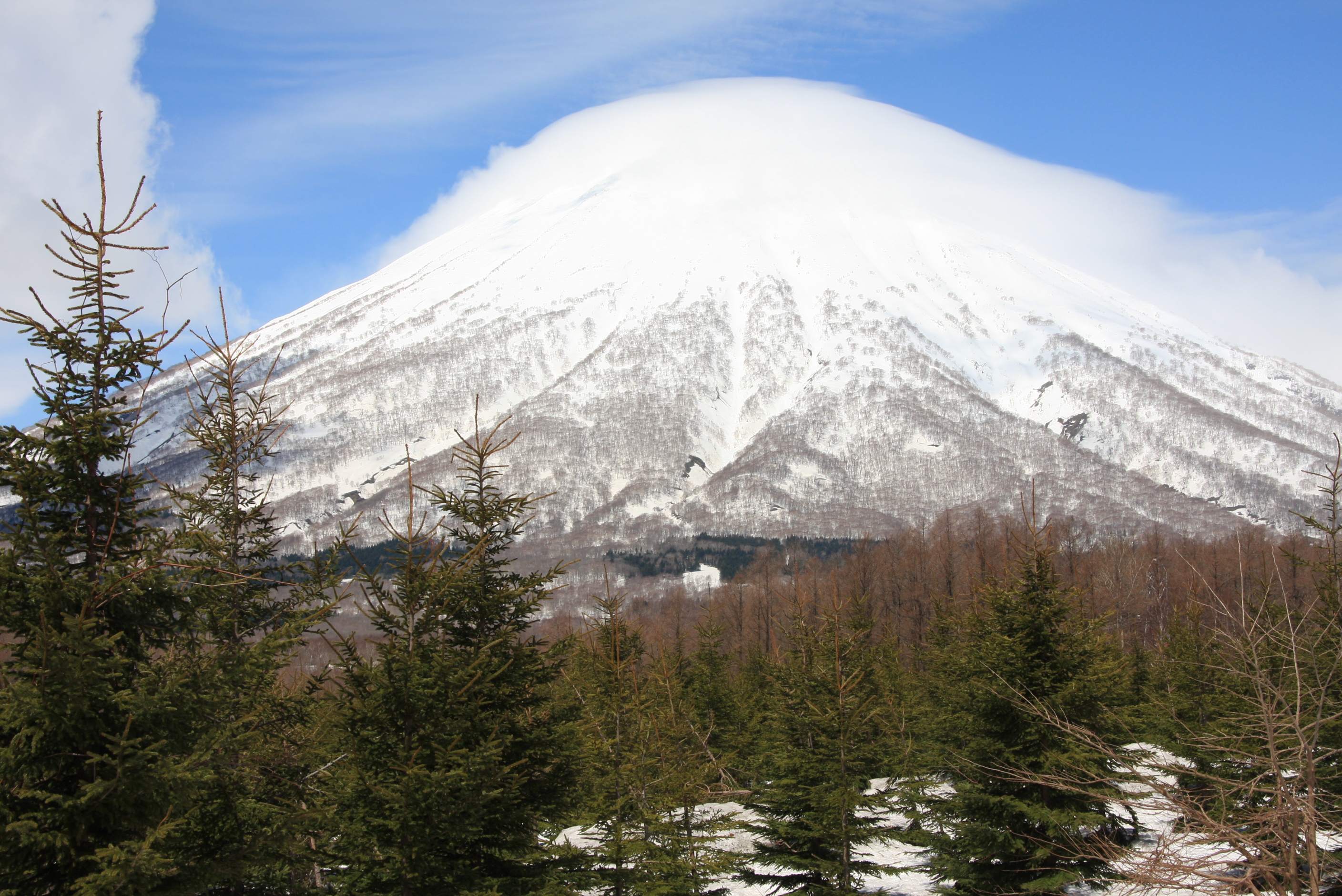
京極町から望む羊蹄山
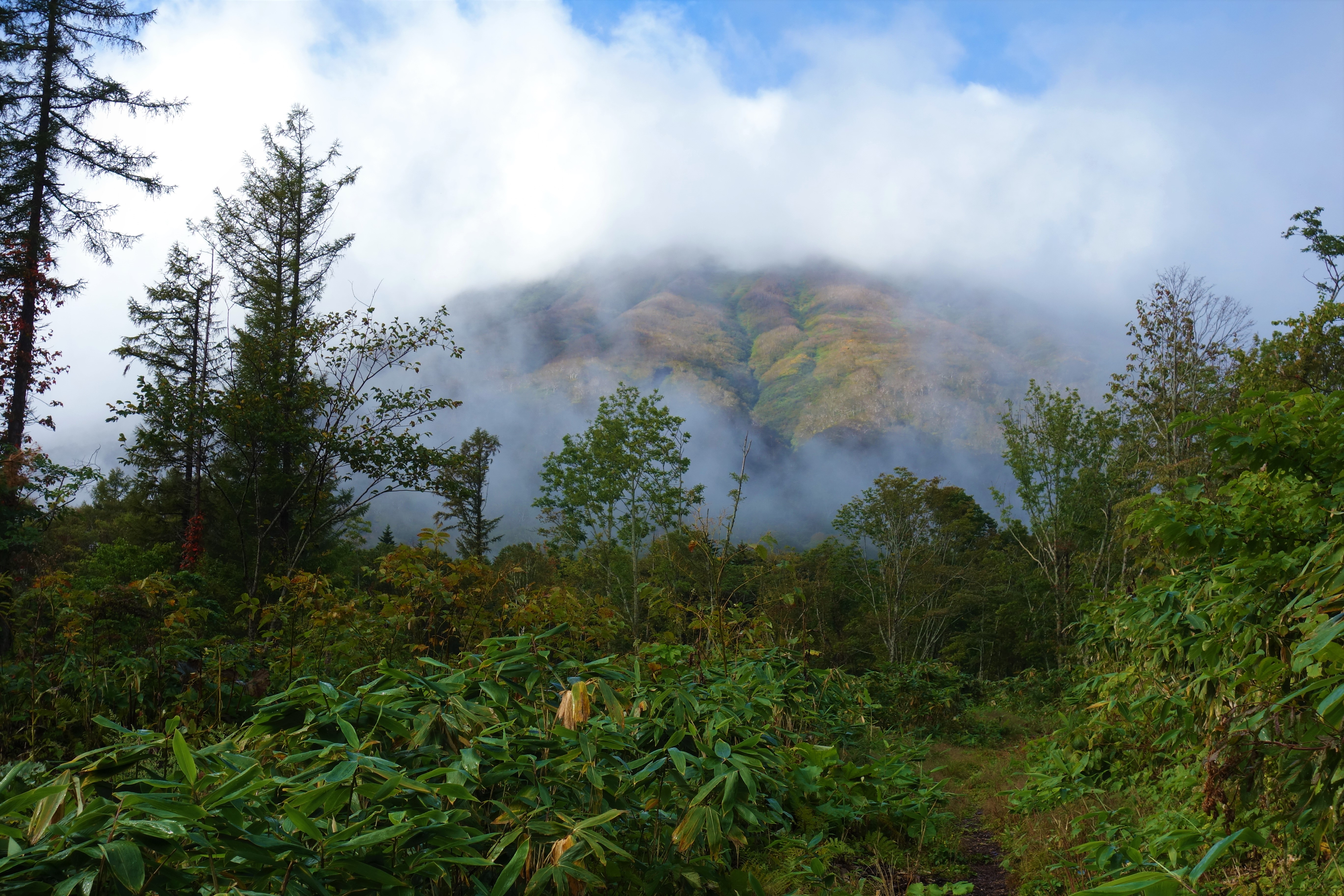
京極コースからの羊蹄山
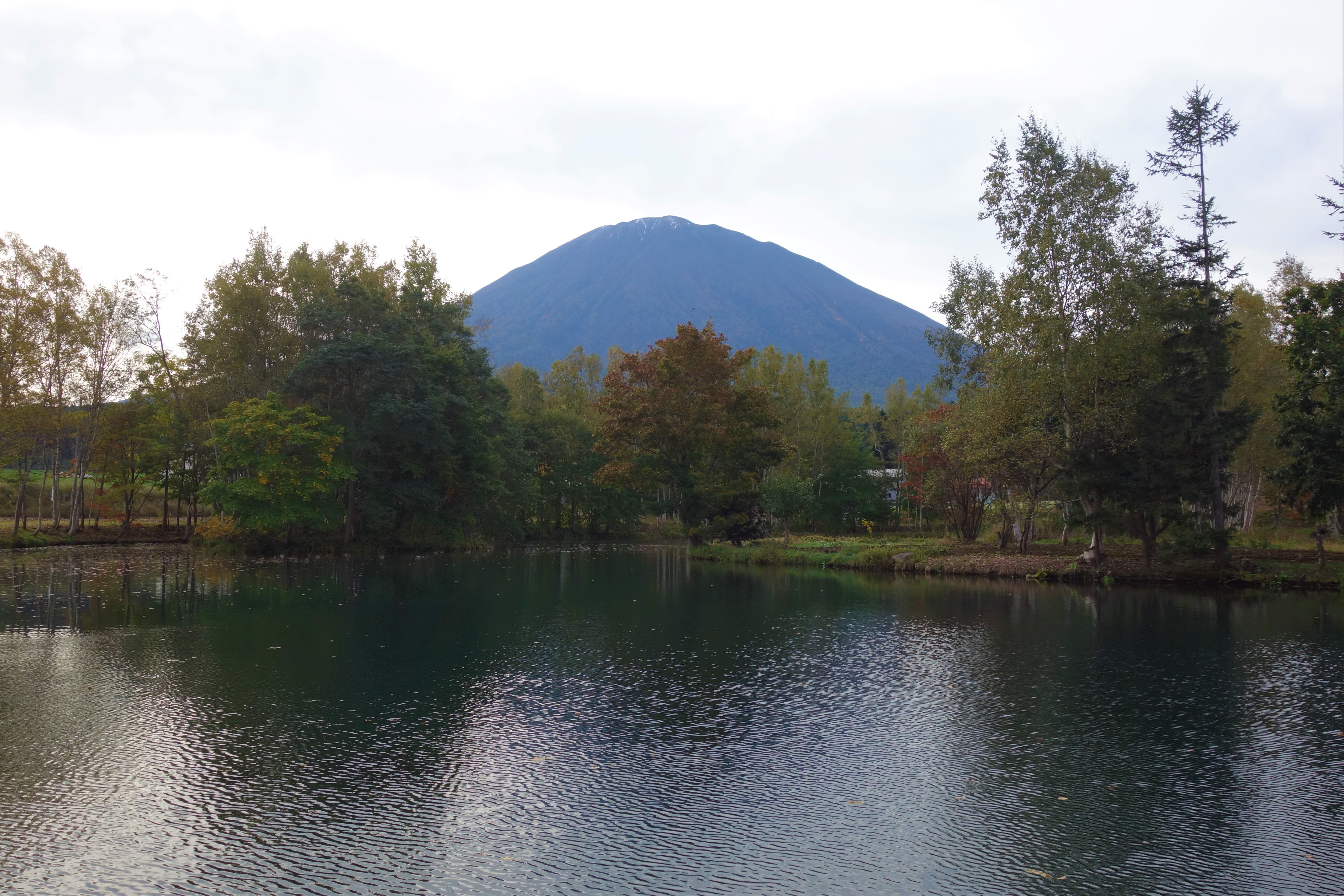
羊蹄山の湧水
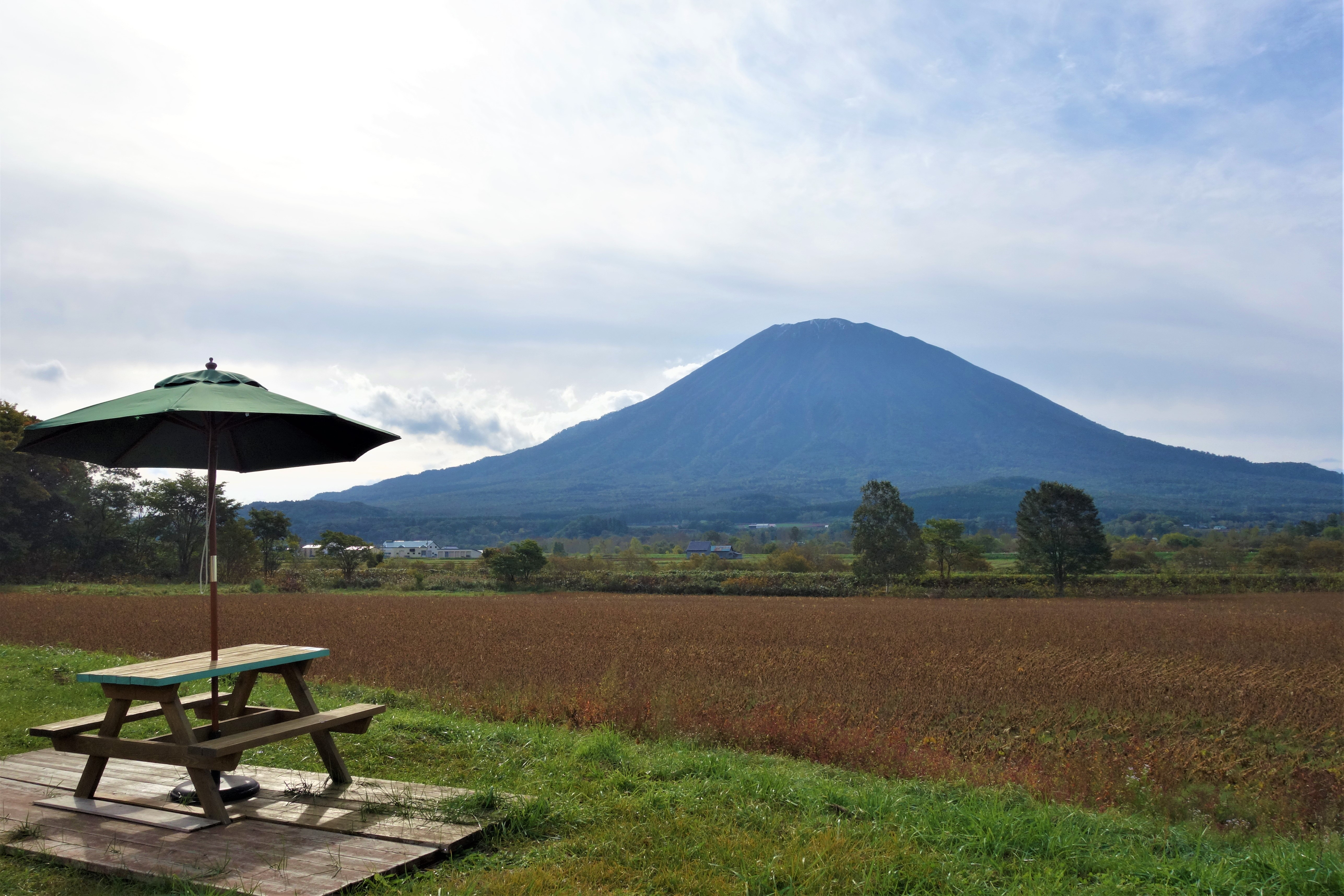
八幡ビューポイントからの羊蹄山
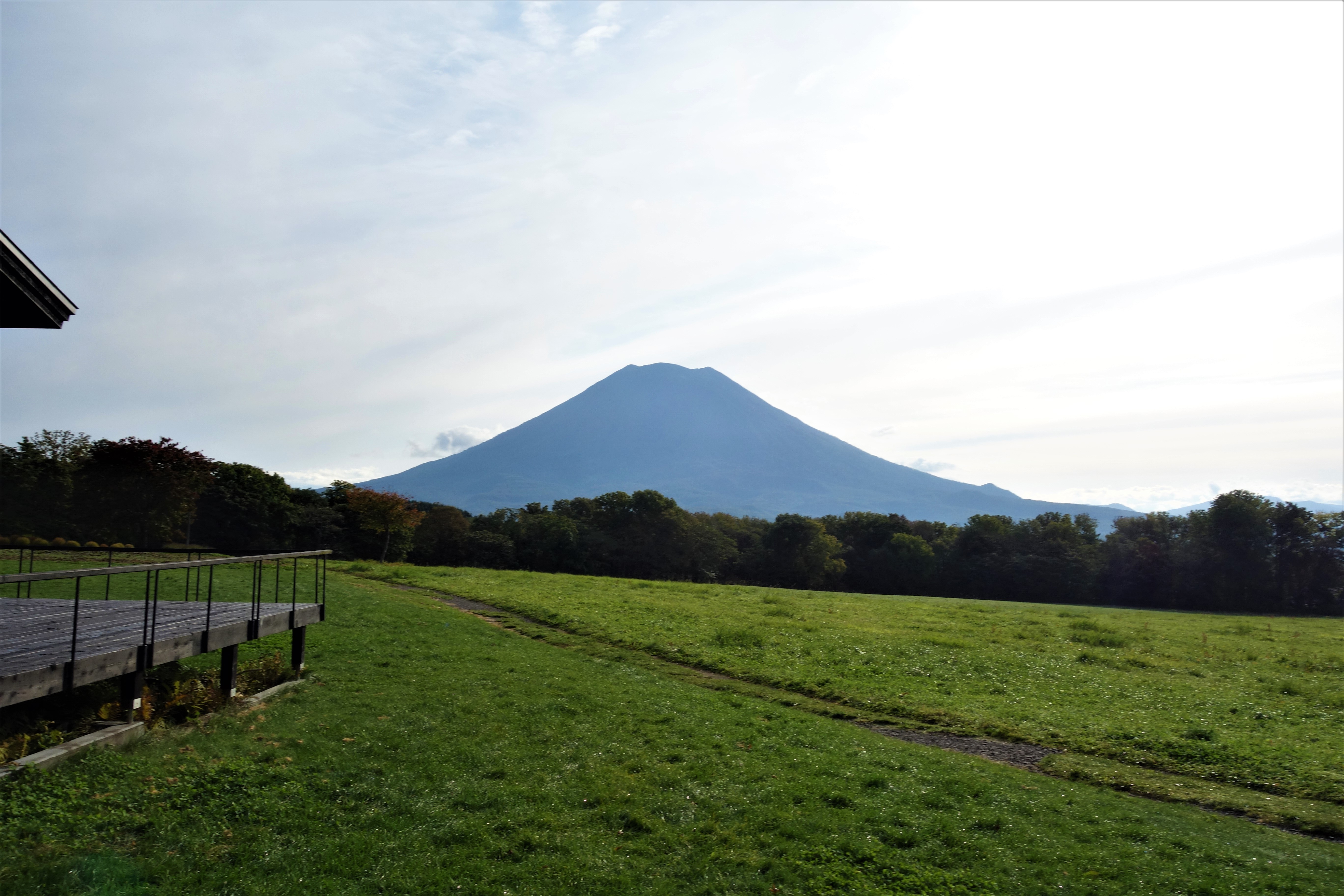
ニセコ髙橋牧場からの羊蹄山
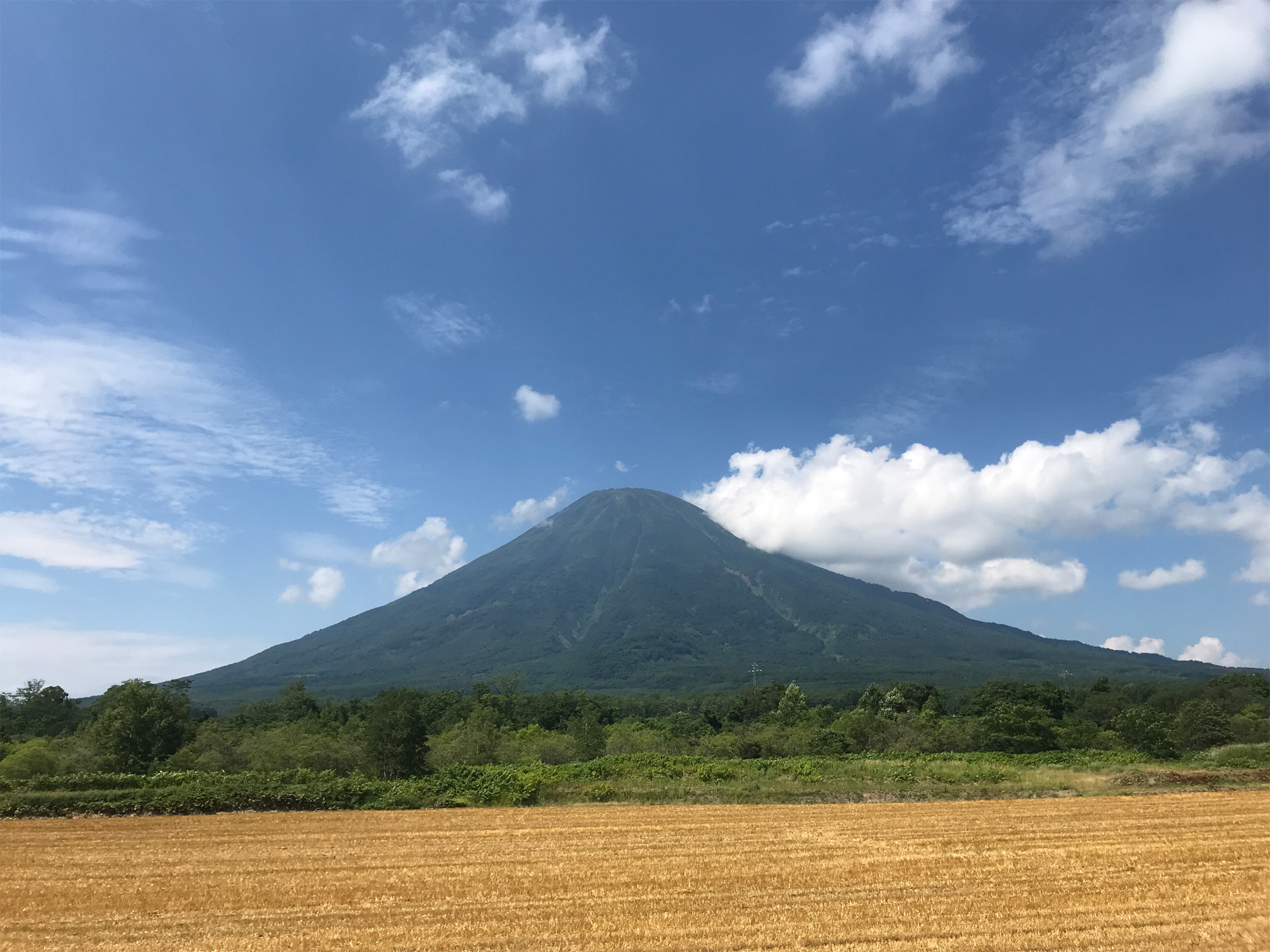
喜茂別から望む羊蹄山（8月）